# Coelotes hiradoensis
Coelotes hiradoensis är en spindelart som beskrevs av Okumura och Ono 2006. Coelotes hiradoensis ingår i släktet Coelotes och familjen mörkerspindlar. Inga underarter finns listade i Catalogue of Life.